# Городнявка
Городня́вка — село в Україні, у Михайлюцькій сільській громаді Шепетівського району Хмельницької області.

## Географія
Городнявка розташована за 3 км на захід від села Михайлючка — центру громади. Розташована на правому березі річки Лизнівка, лівій притоці річки Смолка (басейн Случі). Через село проходить автодорога Шепетівка—Звягель. Від села також відходить дорога на Михайлючку, де розташована залізнична станція Майдан-Вила. На північ від села розташований Лизнявський загальнозоологічний заказник.

## Історія
05.02.1965 Указом Президії Верховної Ради Української РСР передано сільради: Городнявську та Дубіївську Славутського району до складу Шепетівського району.
14 жовтня 2012 року в селі відкрито пам'ятник воякам УПА, які загинули в бою з окупантами.

## Населення
Населення становить 1393 особу.

### Мова
Розподіл населення за рідною мовою за даними перепису 2001 року:
| Мова       | Відсоток |
| ---------- | -------- |
| українська | 99,79%   |
| російська  | 0,21%    |

## Галерея

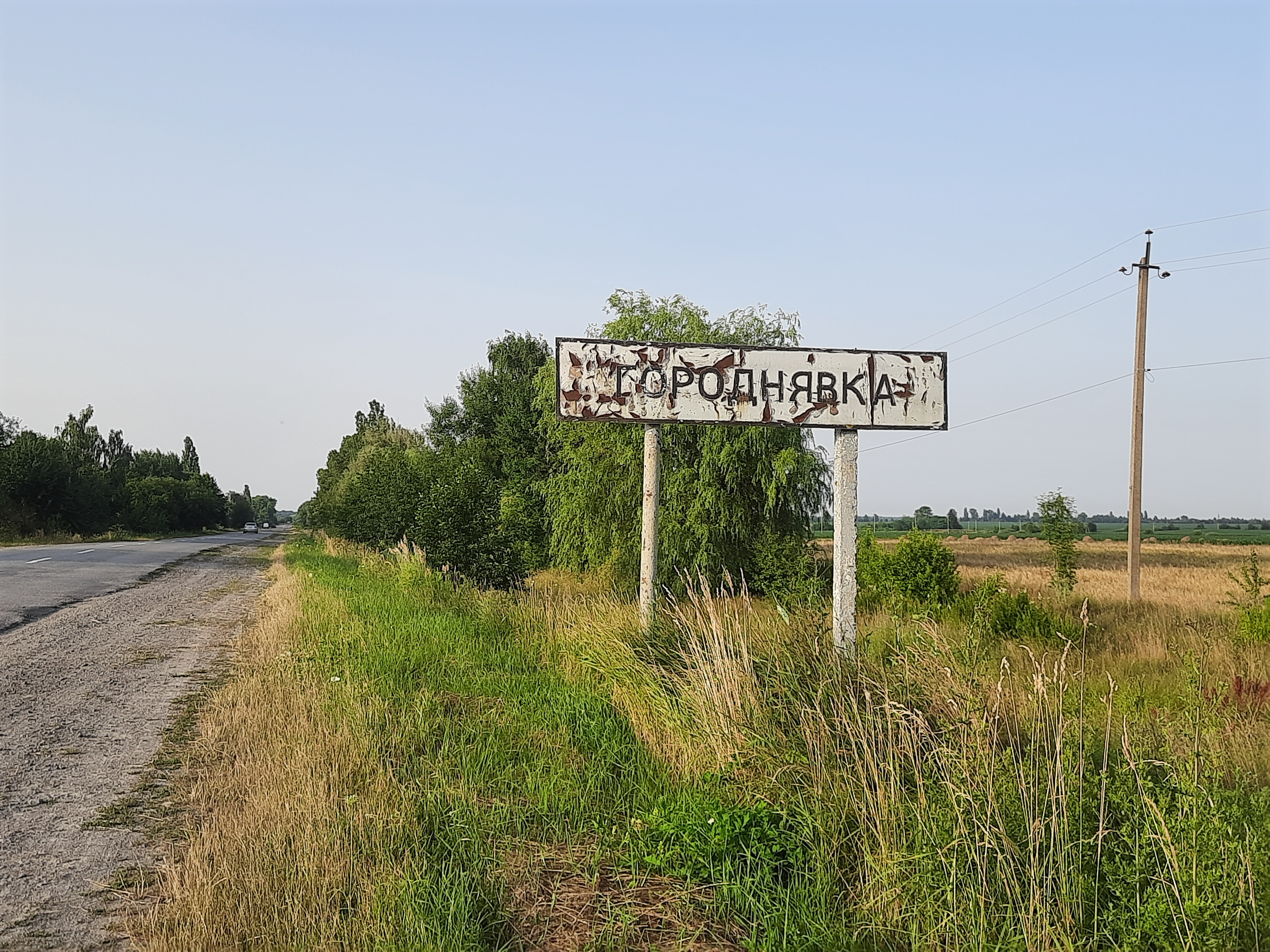
Дорожній знак при в'їзді в село
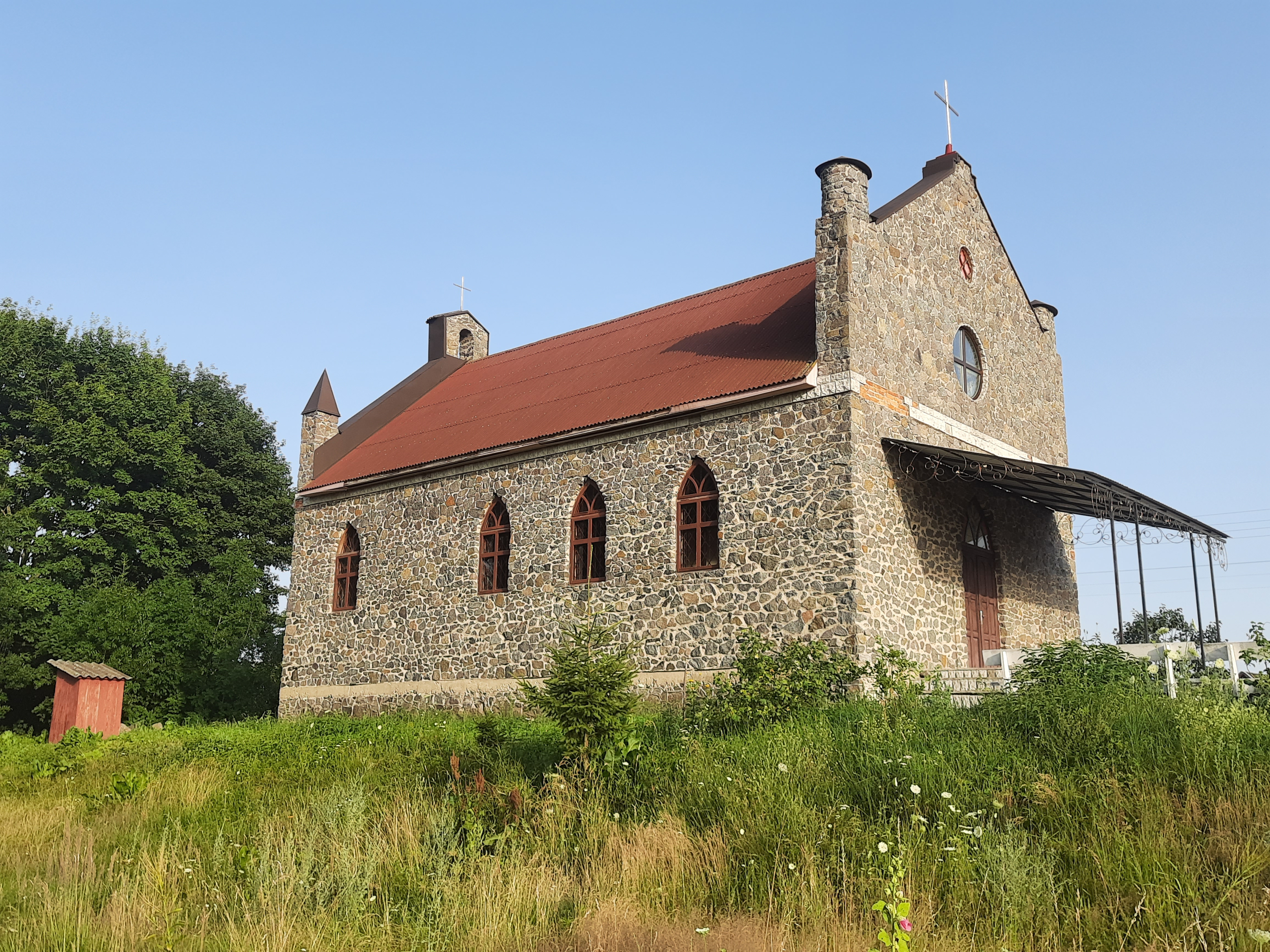
Костел Святого Зигмунта Гораздовського
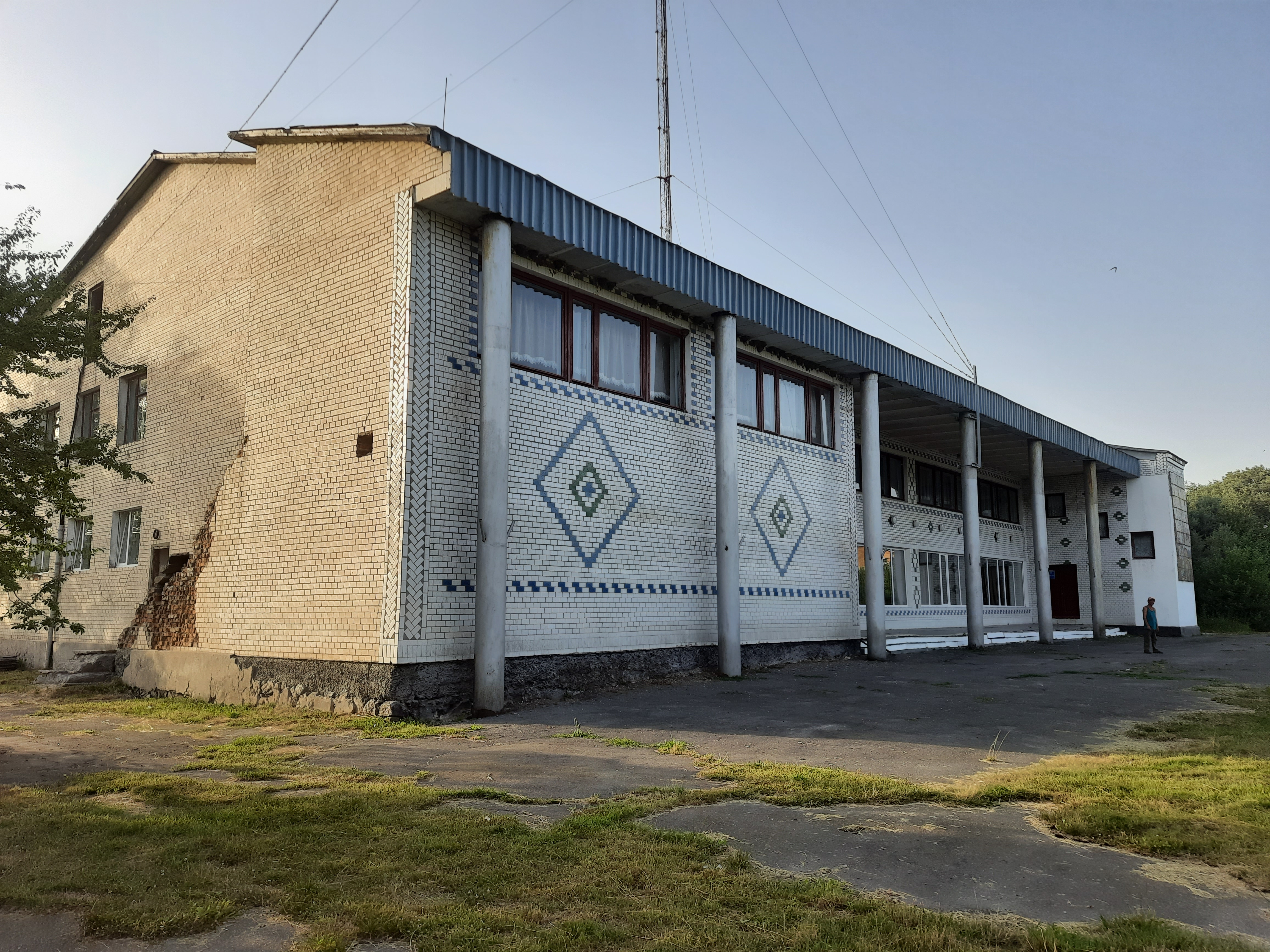
Будинок культури
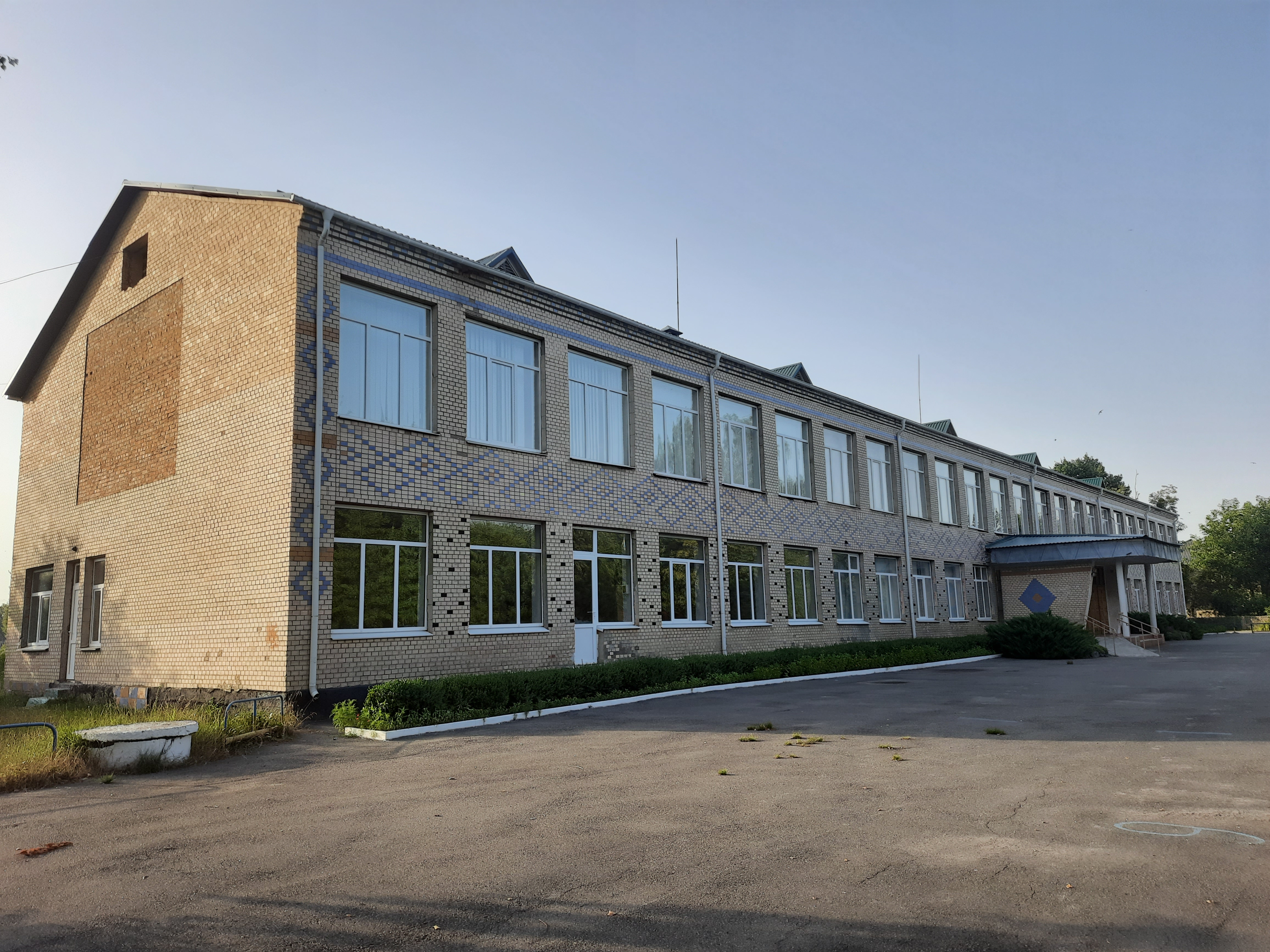
Школа
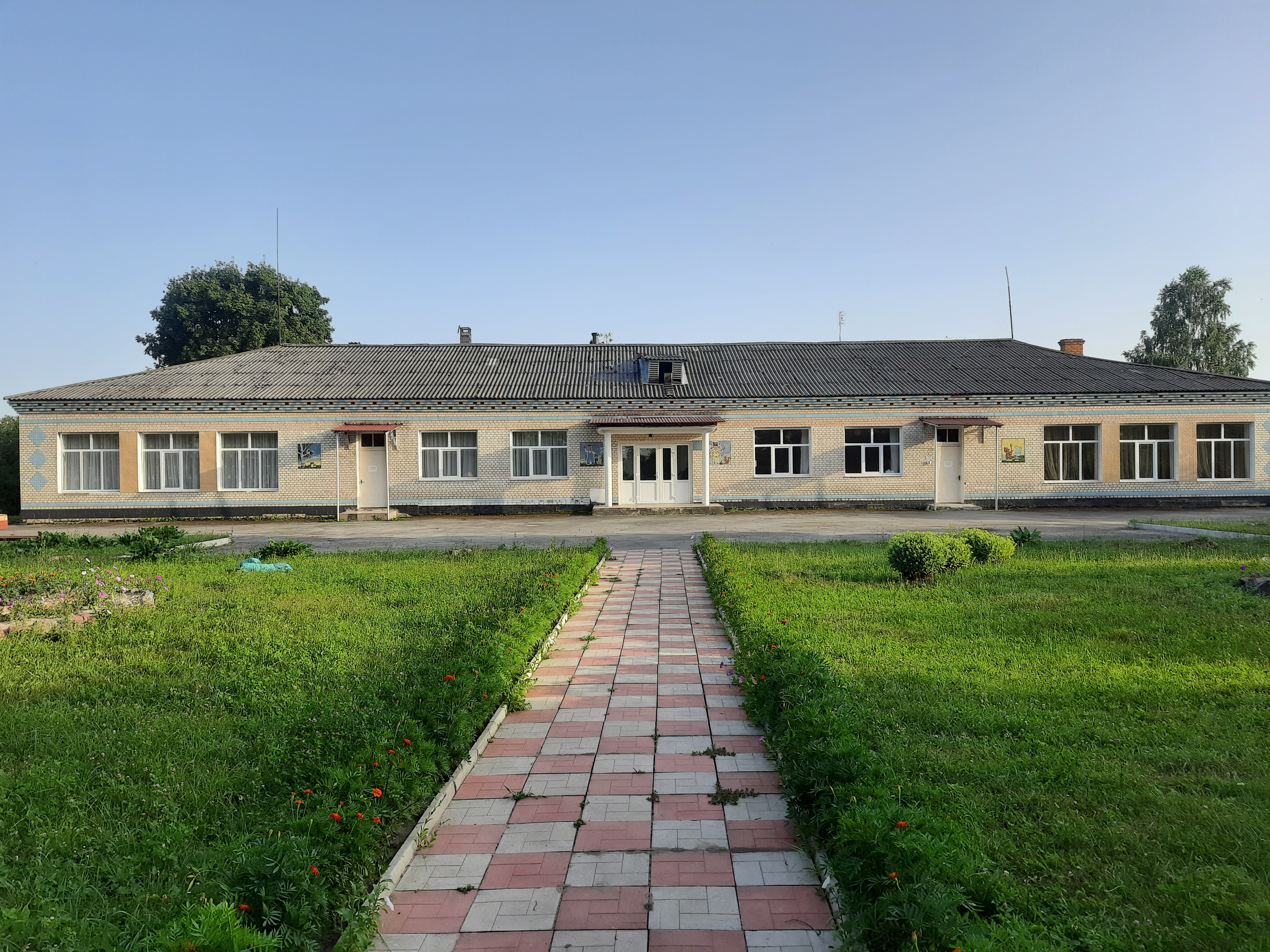
Дитячий садок
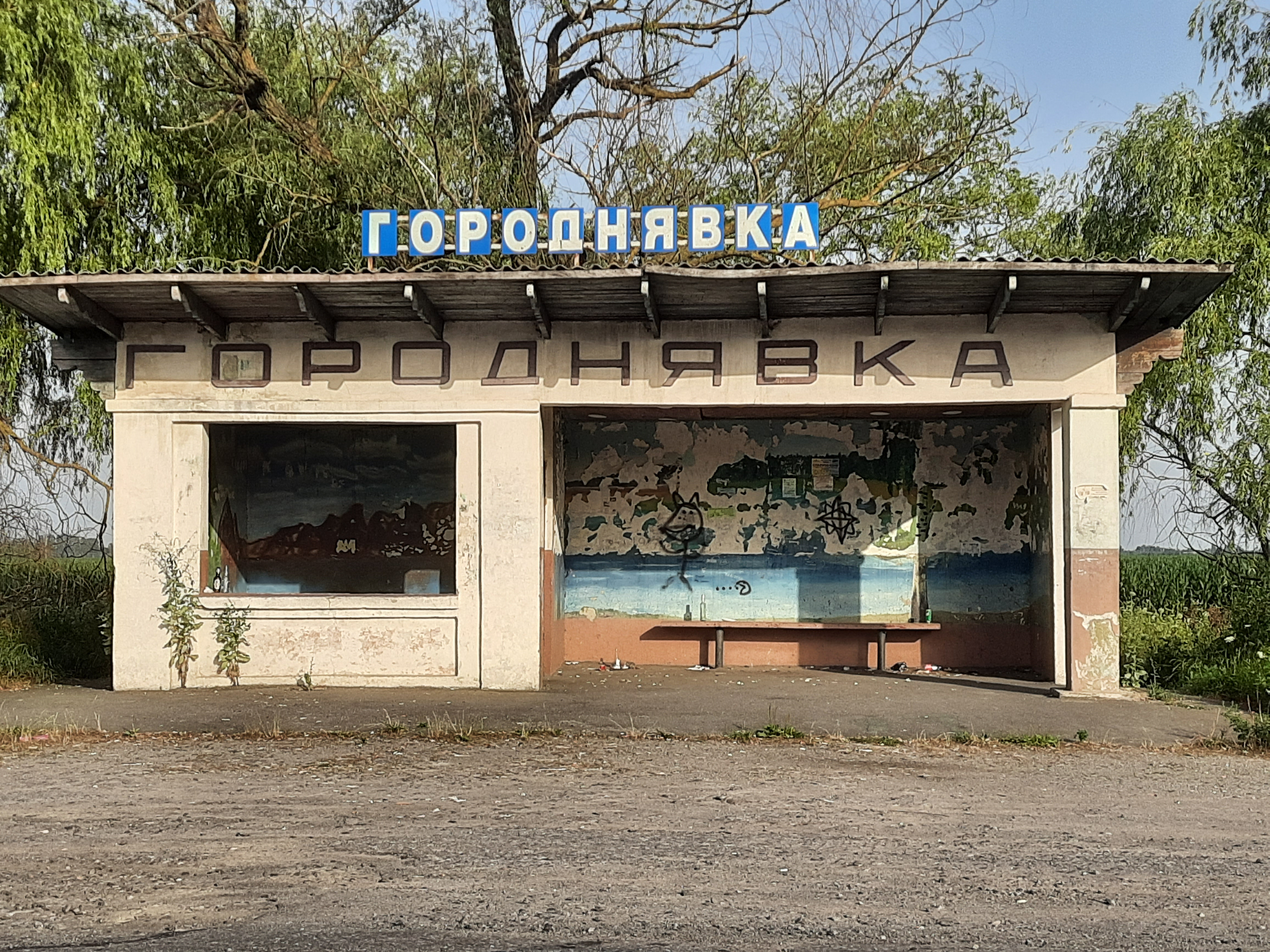
Автобусна зупинка
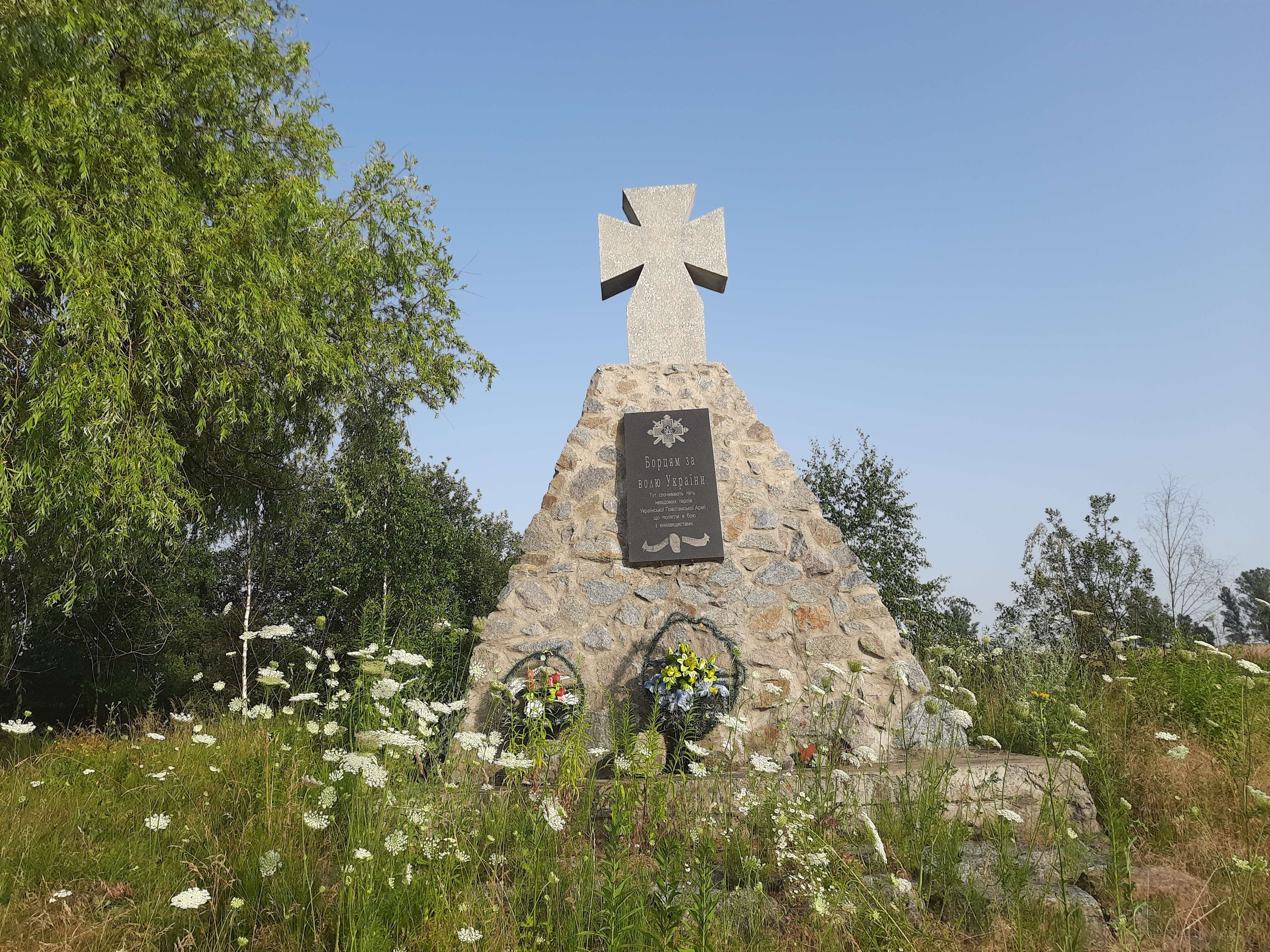
Пам'ятник знак неподалік Городнявки на честь пяти невідомих вояків УПА, які загинули на цьому місці в бою проти енкаведистів